# 蝙蝠俠：煤氣燈下的高譚市
《蝙蝠俠：煤氣燈下的高譚市》（英語：Batman: Gotham by Gaslight）是一部由華納兄弟動畫公司製片並由華納兄弟家庭娛樂發行的超級英雄動畫電影，是DC宇宙動畫原創電影的第三十部作品。電影由劉山姆導演與監製，吉姆·克雷格編劇。電影改編自1989年同名圖像小說。
電影於2018年1月12日於華盛頓哥倫比亞特區舉辦的活動「DC in D.C」中進行首映，並在2月6日發行藍光光碟與DVD之前的1月23日開放數位下載。

## 劇情
《蝙蝠侠：煤气灯下的哥谭》是DC“异世界”系列作品，敘述在十九世紀的高譚市，蝙蝠侠追踪“开膛手杰克”的故事。

## 演員
- 布魯斯·格林伍德 配音 「蝙蝠俠」布魯斯·韋恩[6]（Bruce Wayne）
- 珍妮佛·卡本特 配音 賽琳娜·凱爾[6]（Selina Kyle）
- 安東尼·希德 配音 阿福·潘尼沃斯（Alfred Pennyworth）[6]
- 克里斯·考克斯 配音 [7]卡拉漢神父（Father Callaghan）
- 約翰·迪·瑪吉歐 配音 布洛克隊長[8][9]（Chief Bullock）
- 大衛·佛西斯[8] 配音 賽洛斯·哥德（Cyrus Gold）
- 格蕾·德萊勒 配音 萊絲莉修女（英语：Leslie Thompkins）[7][9]、賽琳娜·凱爾（歌唱）和傑森（Jason）
- 鮑伯·喬爾斯（英语：Bob Joles） 配音 托利佛市長（英语：List of mayors of Gotham City）（Mayor Tolliver）
- 尤利·洛文塔爾 配音 哈維·丹特[7]（Harvey Dent）
- 林肯·馬契爾[7] 配音 迪奇（Dickie）
- 史考特·帕特森 配音 開膛手傑克／詹姆斯·高登[7]（Jack the Ripper／James Gordon）
- 威廉·薩耶斯（英语：William Salyers） 配音 雨果·史特蘭奇[7]
- 塔拉·史壯[7] 配音 瑪琳、提米
- 卡瑞·伍尔 配音 芭芭拉·艾琳·高登、潘蜜拉·「艾薇」·愛絲麗

## 外部連結
- 互联网电影数据库（IMDb）上《蝙蝠俠：煤氣燈下的高譚市》的资料（英文）